# Josep Maria Fernández i Garcia
Josep Maria Fernández i Garcia   (Sabadell, 1945) és un antic pilot d'automobilisme català. Germà del múltiple campió en diverses modalitats Joan Fernández, Josep Maria practicà com ell l'hoquei sobre patins i l'esquí alpí abans de debutar en curses de cotxes com al seu copilot. Fou campió de Catalunya de ral·lis (1975, 1976) i campió d'Espanya de muntanya (1975) en la categoria GT. Disputà el Ral·li de Montecarlo i proves internacionals de circuit com ara les 24 Hores de Le Mans, els 1.000 km i les 6 Hores de Barcelona, formant part de l'Escuderia Montjuïc. Dins el seu palmarès hi ha 33 victòries absolutes i prop de 80 de classe, la majoria al volant de vehicles de la marca Porsche.